# Martin Rheinheimer
Martin Rheinheimer er en tysk historiker i Danmark (født 31.10.1960 i Reinbek ved Hamburg). Dr. phil. 1989, Dr. habil. 1998 fra Kiel Universitet. Siden 1999 lektor, siden 2007 professor i maritim og regionalhistorie ved Syddansk Universitet med tjenestested i Esbjerg, siden 2013 i Odense. 2006-2013 leder af Center for Maritime og Regionale Studier.
2016-2022 institutleder for Institut for Historie ved Syddansk Universitet. Sekretær (1992-2000), formand for redaktionsudvalget (siden 2004) og næstformand (siden 2008) for Arbeitskreis für Wirtschafts- und Sozialgeschichte Schleswig-Holsteins.
Han var oprindelig middelalderhistoriker, men skiftede omkring 1990 til nyere tids økonomi- og socialhistorie, især af Hertugdømmet Slesvig og tilgrænsende regioner i Holsten, Jylland og på Fyn. I sin forskning forbinder han kvalitative og kvantitative metoder. Siden årtusindskiftet har han forsket i Vadehavets økonomiske og sociale historie. Han har publiceret fem monografier, som tager deres mikrohistoriske udgangspunkt på øen Amrum. Mens de første tre bøger tog udgangspunkt i biografier, udkom i 2016 en stor strukturhistorie af det maritime samfund på øen.
Han har desuden udgivet tre fotobøger om de danske kyster, især den jyske vestkyst. I bogen Bunkers. Atlantvoldens perspektiver i Danmark (2014) forbinder han fotografi og historie.

## Historiske publikationer (uddrag)
- Martin Rheinheimer: Das Kreuzfahrerfürstentum Galiläa. Frankfurt am Main/Bern/New York/Paris 1990. X, 299 s.
- Martin Rheinheimer: Die Dorfordnungen im Herzogtum Schleswig. Dorf und Obrigkeit in der Frühen Neuzeit. Stuttgart 1999. 2 bind, XIII, 347; XVIII, 1017 s.
- Martin Rheinheimer: Arme, Bettler und Vaganten. Überleben in der Not 1450-1850. Frankfurt am Main 2000. 252 s.
- Martin Rheinheimer: Der fremde Sohn. Hark Olufs' Wiederkehr aus der Sklaverei. Neumünster 2001. 229 s.
- Martin Rheinheimer: Der Kojenmann. Mensch und Natur im Wattenmeer 1860-1900. Neumünster 2007. 292 s.
- Martin Rheinheimer: Geschlechterreihen der Insel Amrum 1694-1918. Amrum 2010. 390 s.
- Martin Rheinheimer: Unter Sklaven und Piraten. Die abenteuerliche Geschichte des Amrumer Kapitäns Hark Nickelsen. Amrum 2010. 80 s.
- Martin Rheinheimer: Die Insel und das Meer. Seefahrt und Gesellschaft auf Amrum 1700-1860. Stuttgart 2016. 578 s.
- Martin Rheinheimer: Ipke und Angens. Die Welt eines nordfriesischen Schiffers und seiner Frau (1787-1801). Stuttgart 2016. 161 s.

## Fotobøger
- Martin Rheinheimer: Hvor havet ender. Billeder fra den jyske vestkyst. Esbjerg 2003. 128 s.
- Martin Rheinheimer: Jütlands Westküste. Eine Bildreise / Jyllands vestkyst. En billedrejse. Neumünster 2005. 96 s.
- Lulu Anne Hansen / Martin Rheinheimer (red.): Bunkers. Atlantvoldens perspektiver i Danmark. Odense: Syddansk Universitetsforlag 2014. 350 s.
- Martin Rheinheimer: Eventyrets kyster. Billeder fra hav og strand. Esbjerg 2018. 131 s.

## Reference
1. ↑  Martin Rheinheimer — Syddansk Universitet